# Società Elettrofinanziaria
Società Elettrofinanziaria S.p.A. era una azienda pubblica italiana che operava nel settore delle partecipazioni finanziarie. Era posta sotto il diretto controllo del Ministero delle finanze e del Governatore della Banca d'Italia.

## Storia
Già Banca Nazionale di Credito, Società Elettrofinanziaria nasce nel giugno 1931 per rilevare le partecipazioni di BNC acquistata da Credito Italiano, in industrie di pubblica utilità, immobiliari urbane e bancarie. Nel 1933 venne acquisita da IRI e posta in liquidazione.

## Partecipazioni
Tra le aziende partecipate vi erano Anonima Gestione Valori, Enotria-Compagnia Industriale e Commerciale, Consorzio Immobiliare Nazionale, Finanziaria Ambrosiana, Société Financière Italo-Suisse.